# Lijst van scheikundigen
Dit is een alfabetische lijst van scheikundigen. Een scheikundige (ook wel chemicus genoemd) is een wetenschapper die de scheikunde bestudeert en beoefent.

## A

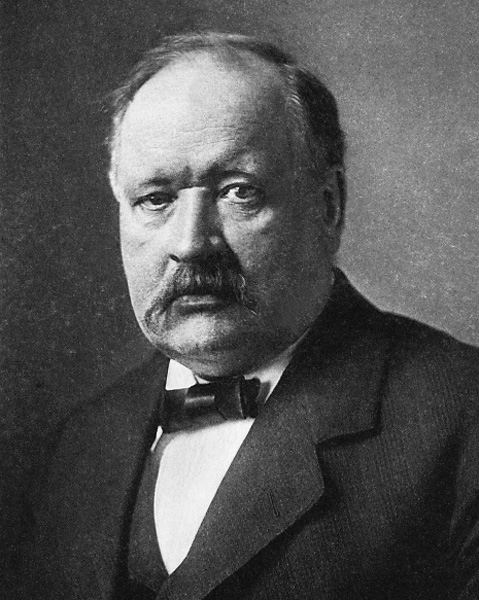
Svante Arrhenius

- Emil Abderhalden (1877-1950), Zwitsers fysioloog en biochemicus, bestudeerde de opname van ijzer in bloed
- Richard Abegg (1869-1910), Duits scheikundige, onderzocht elektronenaffiniteiten
- Frederick Augustus Abel (1827-1902), Engels scheikundige, mede-uitvinder van cordiet
- Johan Afzelius, Zweeds scheikundige
- Peter Agre (1949), Amerikaans medicus en scheikundige
- Georgius Agricola (1490-1555), Duits filosoof en natuurwetenschapper, bedacht een classificatie voor mineralen
- Arthur Aikin (1773-1855), Engels scheikundige en mineraloog
- Adrian Albert (1907-1989), Australisch medisch scheikundige
- Kurt Alder (1902-1958), Duits organisch scheikundige, werkte aan methodes om synthetisch rubber te produceren, bekend van de diels-alderreactie
- Theodore Anderton (1920-2003), Amerikaans scheikundige
- Thomas Andrews (1813-1885), Iers fysisch scheikundige en thermodynamicus, deed onderzoek naar fase-overgangen tussen vloeistoffen en gassen
- Josef Ferdinand Arens (1914-2001), Nederlands scheikundige, onderzocht methodes om vitamine A te produceren
- Johan Arfwedson (1792-1841), Zweeds scheikundige, ontdekker van het element lithium
- Anton Eduard van Arkel (1893-1976), Nederlands scheikundige, bestudeerde dipoolvloeistoffen
- Svante Arrhenius (1859-1927), Zweeds scheikundige, een van de grondleggers van de fysische chemie
- Francis William Aston (1877-1945), Engels kernfysicus en radiochemicus, ontdekker van diverse isotopen middels massaspectrometrie

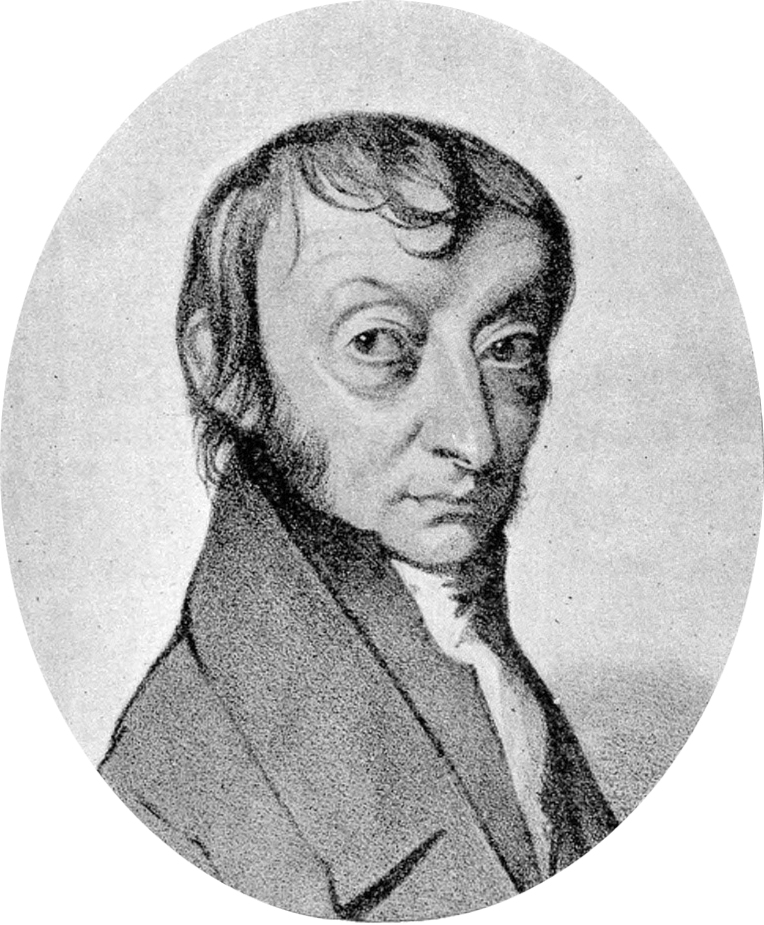
Amadeo Avogadro

- Amedeo Avogadro (1776-1856), Italiaans natuurkundige en scheikundige, bedenker van de constante van Avogadro

## B
- Hilmar Johannes Backer (1882-1959), Nederlands hoogleraar in de scheikunde
- Leo Baekeland (1863-1944), Amerikaans-Belgisch scheikundige, vond bakeliet uit, de eerste soort kunststof; en velox fotopapier
- Adolf von Baeyer (1835-1917), Duits scheikundige, deed onderzoek in de theoretische chemie, uitvinder van de kleurstof indigo
- Hendrik Bakhuis Roozeboom (1854-1907), Nederlands scheikundige, onderzocht gashydraten
- Antoine-Jérôme Balard (1802-1874), Frans scheikundige, ontdekte het element broom
- Alice Ball (1892-1916), Amerikaans scheikundige, vond de eerste behandelingsmethode tegen lepra
- Eugen Bamberger (1857-1932), Duits organisch scheikundige, bekend van onder andere de Bamberger-omlegging
- Neil Bartlett (1932), Engels-Amerikaans-Canadees scheikundige
- Karl Bayer (1847-1904), Oostenrijks scheikundige, ontwikkelde het procedé om uit bauxiet aluminium te maken.
- Derek Barton (1918-1998), Brits organisch scheikundige en Nobelprijswinnaar (1969)
- Antoine Baumé (1728-1804), Frans scheikundige en farmaceut, uitvinder van een hydrometer
- Jacob Maarten van Bemmelen (1830-1911), Nederlands anorganisch scheikundige, analyseerde bodemmonsters uit de Zuiderzee
- Stanley Rossiter Benedict (1884-1936), Amerikaans analytisch scheikundige, ontdekte Benedicts reagens
- Friedrich Bergius (1884-1949), Duits organisch scheikundige, werkte aan chemisch hogedrukmethoden
- Lodewijk van den Berg (1932-2022), Nederlands-Amerikaans scheikundige en ruimtevaarder
- Torbern Olof Bergman (1735-1784), Zweeds scheikundige en mineraloog, vooral bekend vanwege het feit dat hij de grootste tabellen met chemische affiniteiten ooit gepubliceerd heeft opgesteld
- Gerrit Berkhoff (1901-1996), Nederlands scheikundige, medegrondlegger en hoofd van alle research & development van de Staatsmijnen (DSM), overgegaan in Chemelot Campus. Tevens rector magnificus designatus en eerste rector magnificus van de TH Twente, later TU Twente genaamd.
- Marcellin Berthelot (1827-1907), Frans organisch scheikundige en politicus, deed onderzoek naar synthese van koolwaterstoffen
- Claude-Louis Berthollet (1748-1822), Frans scheikundige, deed onderzoek naar chloor en hypochloriet, bepaalde de samenstelling van ammoniak (NH3), blauwzuur (HCN) en waterstofsulfide (H2S)
- Jöns Jacob Berzelius (1779-1848), Zweeds pionier in de moderne scheikunde, deed onderzoek naar atoommassa's en ontdekte diverse elementen
- Johannes Martin Bijvoet (1892-1980), Nederlands radiochemicus, deed onderzoek naar chemische structuren met behulp van röntgenstraling
- Joseph Black (1728-1799), Schots chemicus, ontdekte koolstofdioxide en deed onderzoek naar de soortelijke warmte van veel stoffen
- Jan Johannes Blanksma (1875-1950) was een Nederlands hoogleraar in de organische chemie. Deed onder meer onderzoek naar suikers
- Hendrik Enno Boeke (1881-1918), Nederlands mineraloog en petrograaf
- Herman Boerhaave (1668-1738), Nederlands arts, anatoom, botanicus en scheikundige
- Jacob Böeseken (1868-1949), Nederlands scheikundige en hoogleraar TU Delft
- Dale L. Boger (1953), Amerikaans organisch en medisch scheikundige
- Paul-Émile Lecoq de Boisbaudran (1838-1912), Frans anorganisch scheikundige
- Jan Boldingh (1915-2003), Nederlands analytisch scheikundige, deed onderzoek naar voedingsmiddelen
- Carl Bosch (1872-1940), Duits industrieel scheikundige, pionier van de hogedrukchemie en medeontdekker van het Haber-Boschproces

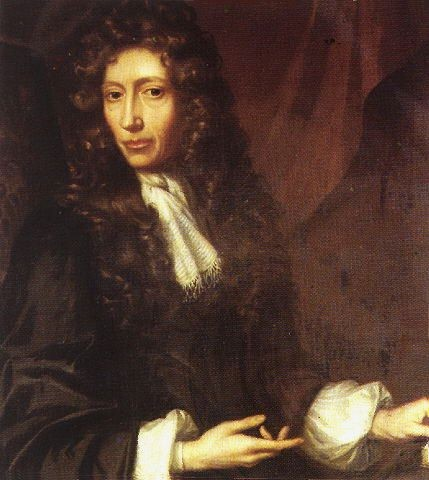
Robert Boyle

- Robert Boyle (1627-1691), Iers pionier in de moderne scheikunde, bekend van de wet van Boyle
- Henri Braconnot (1780-1855), Frans scheikundige en farmaceut
- Hennig Brand (±1630-1692), Duits alchemist, ontdekker van fosfor
- Johannes Nicolaus Brønsted (1879-1947), Deens fysisch scheikundige, deed onderzoek naar zuur-basereacties en katalyse
- Herbert Brown, won in 1979 samen met Georg Wittig de Nobelprijs voor de scheikunde.
- Robert Brown (1773-1858), Schots botanicus, ontdekte de brownse beweging
- Eduard Buchner (1860-1917), Duits biochemicus en zymoloog, toonde aan dat geen levende gistcellen nodig zijn om fermentatie op gang te krijgen
- Robert Bunsen (1811-1899), Duits scheikundige, deed onderzoek met emissiespectroscopie, medeontdekker van de elementen cesium en rubidium
- Adolf Butenandt (1903-1995), Duits biochemicus, deed onderzoek naar sexhormonen
- Christophorus Buys Ballot (1817 -1890), Nederlands meteoroloog en scheikundige, deed onderzoek in de theoretische chemie

## C
- Melvin Calvin (1911-1997), Amerikaans scheikundige en biochemicus, onderzocht fotosynthese met behulp van tracers, ontdekker van de Calvincyclus
- Stanislao Cannizzaro (1826 -1910), Italiaans organisch scheikundige, aanhanger van de moleculaire theorie van Avogadro
- Georg Ludwig Carius (1829-1875), Duits
- Heinrich Caro (1834-1910), Duits industrieel scheikundige, een van de grondleggers van de kleurstoffenindustrie
- Wallace Carothers (1896-1937), Amerikaans scheikundige, deed pionierswerk in de polymeerchemie
- George Washington Carver (1861-1943), agrarisch scheikundige, uitvinder van veel toepassingen van pinda's
- Henry Cavendish (1731-1810), Engels natuur- en scheikundige, bepaalde de samenstelling van lucht, ontdekker van waterstof
- Joseph Caventou (1795-1877), Frans scheikundige, isoleerde kinine
- Ernst Boris Chain (1906-1979), Duits-Brits biochemicus, deed belangrijk werk in de ontwikkeling van penicilline
- Alexandre-Émile Béguyer de Chancourtois (1820-1886), Frans geoloog, stelde een voorloper van het periodiek systeem op
- Erwin Chargaff (1905-2002), Oostenrijks-Amerikaans biochemicus, deed onderzoek naar de compositie van DNA
- Henry Le Chatelier (1850-1936), Frans scheikundige en thermodynamicus, formuleerde het principe van Le Chatelier
- Yves Chauvin (1930), Frans organisch scheikundige, deed onderzoek naar de metathesemethode
- Robert Chesebrough (1837-1933), Brits-Amerikaans scheikundige en uitvinder van de vaseline
- Rainer Ludwig Claisen (1851-1930), Duits organisch en analytisch scheikundige, ontdekker van Claisen-condensatie en de Claisen-omlegging
- Georges Claude (1870-1960), Frans ingenieur en uitvinder van de neonverlichting
- Karl Claus (1796-1864), Russisch scheikundige, ontdekker van het element ruthenium
- Ernst Julius Cohen (1869-1944), Nederlands scheikundige, bestudeerde de allotropie van metalen
- Jan Coops (1894-1969), Nederlands organisch scheikundige
- Elias James Corey (1928), Amerikaans organisch scheikundige
- William Crookes (1832-1919), Engels anorganisch scheikundige en natuurkundige, deed onderzoek middels spectroscopie, ontdekte het element thallium
- William Cruikshank (1745-1800), Schots scheikundige en anatoom, bedacht het ontsmetten van water door chloreren, toonde aan dat koolstofdioxide is opgebouwd uit koolstof en zuurstof
- Paul Crutzen (1933), Nederlands meteoroloog en atmosfeerchemicus, deed onderzoek naar chemische processen in de ozonlaag
- Marie Curie (1867-1934), Pools-Frans kernfysica en scheikundige
- Pierre Curie (1859-1906)
- Robert Curl (1933), Frans kernfysicus en scheikundige
- Theodor Curtius (1857-1928), Duits

## D

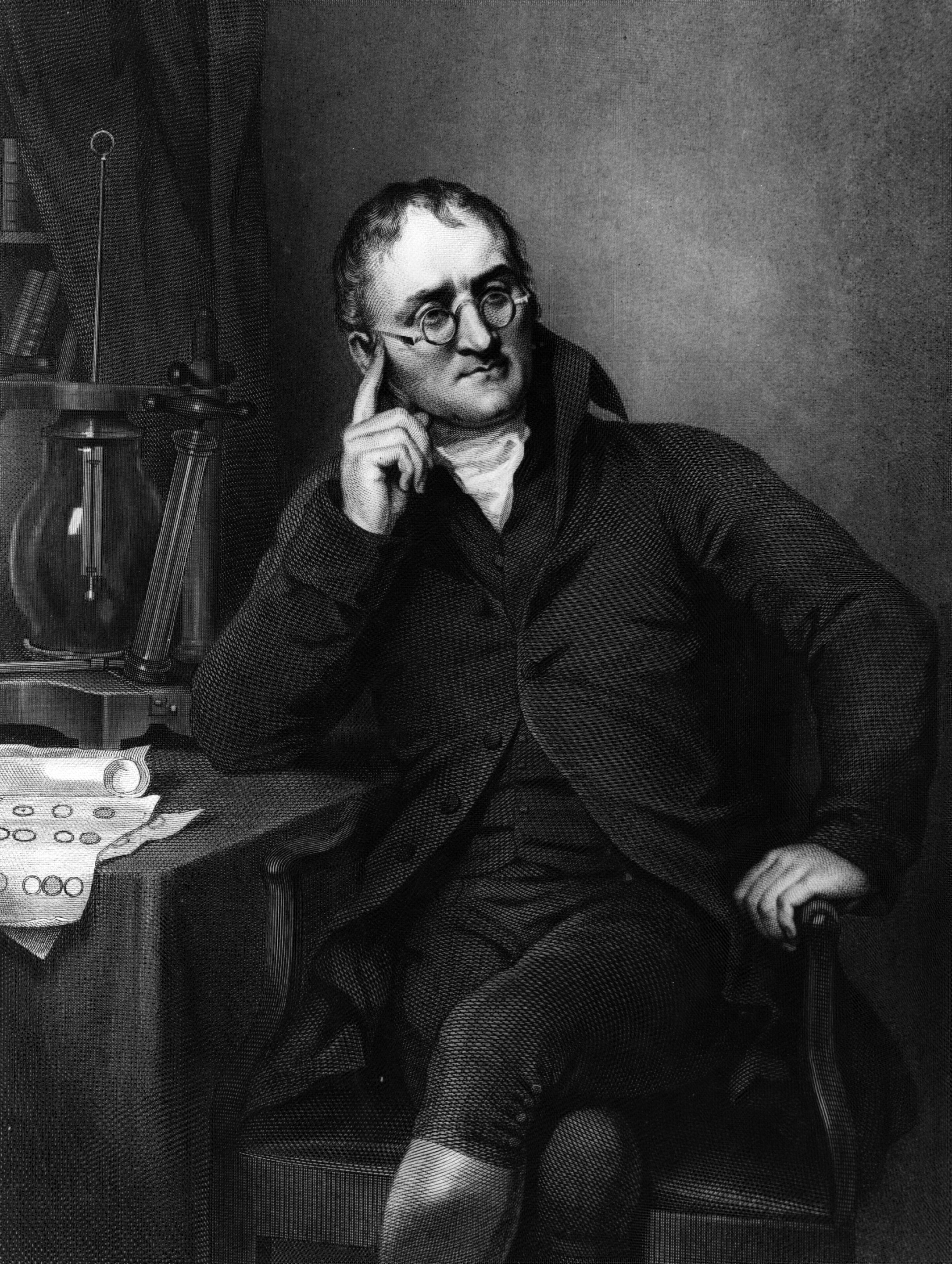
John Dalton

- John Dalton (1766-1844), natuurkundige, pionier op het gebied van de atoomtheorie
- Carl Peter Henrik Dam (1895-1976), Deens biochemicus
- Raymond Davis Jr. (1914-2006), Amerikaans radiochemicus en astrofysicus
- Humphry Davy (1778-1829), Engels scheikundige, pionier in de elektrochemie, deed ook onderzoek naar zuren
- André-Louis Debierne (1874-1949), Frans scheikundige, ontdekker van het element actinium
- Peter Debye (1884-1966), Nederlands-Amerikaans fysisch scheikundige, deed onderzoek naar dipoolmoleculen, elektrolyse, röntgendiffractie en het atoommodel
- James Dewar (1842-1923), Schots scheikundige, deed onderzoek met spectroscopie
- François Diederich (1952), Luxemburgs scheikundige
- Otto Diels (1876-1954), Duits organisch scheikundige, medeontdekker van de diels-alderreactie
- Cor van Dis sr. (1893-1973), Nederlands scheikundige en politicus voor de SGP, waarvan hij later fractievoorzitter werd in de Eerste en Tweede Kamer
- Johann Döbereiner (1780-1849), Duits scheikundige, deed onderzoek naar de indeling van elementen en katalyse
- Edward Doisy (1893-1986), Amerikaans biochemicus, medeontdekker van vitamine K
- Davorin Dolar (1921-2005), Sloveens scheikundige
- Emmanuel Dongala, Congolees scheikundige en schrijver
- David A. van Dorp (1915-1995), Nederlands scheikundige, deed onderzoek naar voedingsmiddelen
- Cornelis Drebbel (1572-1633), Nederlands alchemist en uitvinder
- Jean-Baptiste Dumas (1800-1884), Frans

## E
- Paul Ehrlich (1854-1915), Duits farmaceut en scheikundige, ontwikkelde het antibioticum Salvarsan
- Manfred Eigen (1927), Duits biofysisch scheikundige, deed onderzoek naar chemische evolutie
- Arthur Eichengrün (1867-1949), Duits scheikundige, mogelijk in plaats van Felix Hoffmann de ontdekker van aspirine
- Anders Gustaf Ekeberg (1767-1813), Zweeds scheikundige, ontdekker van het element tantaal
- Emil Erlenmeyer (1825-1909), Duits organisch scheikundige
- Richard R. Ernst (1933)
- Hans von Euler-Chelpin (1873-1964), Zweeds biochemicus, onderzocht de fermentatie van suiker en fermenterende enzymen

## F

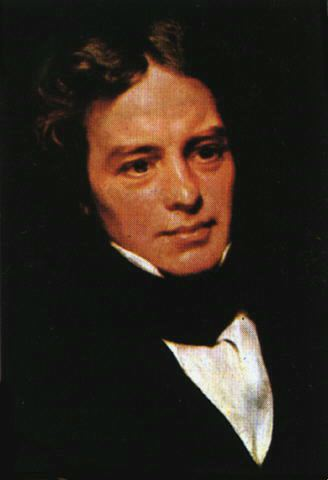
Michael Faraday

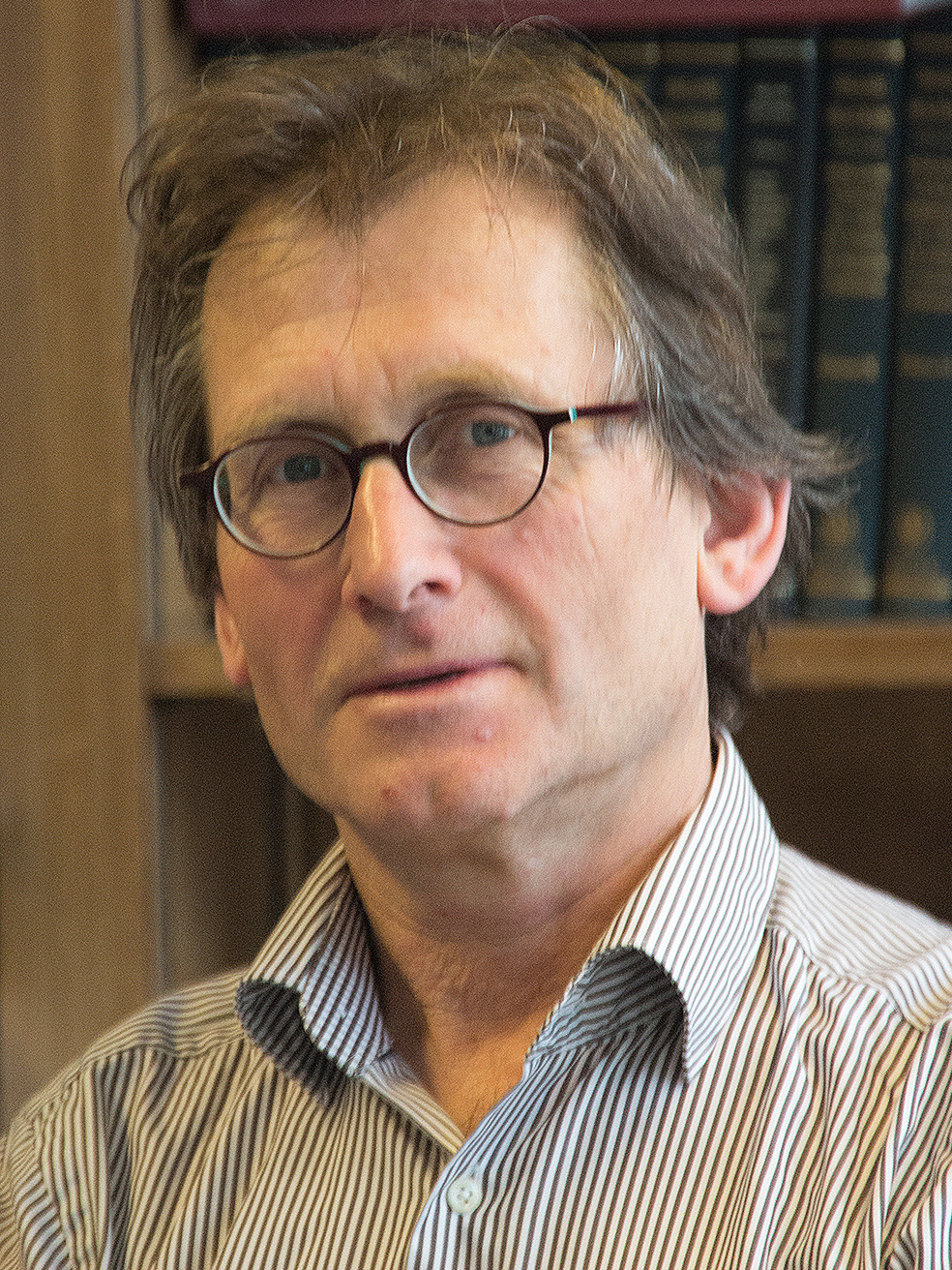
Ben Feringa

- Michael Faraday (1791-1867), Engels schei- en natuurkundige, deed onderzoek in de elektrochemie
- Camille Alphonse Faure (1840-1898), Frans scheikundige, verbetering van de loodaccu
- Aleksej Favorski (1860-1945), Russisch scheikundige
- Hermann von Fehling (1812-1885), Duits organisch scheikundige, ontwikkelde een methode om aldehyde-groepen aan te tonen met fehlingsreagens
- Ben Feringa (1951), Nederlands organisch scheikundige, Nobelprijswinnaar in 2016, ontwikkelt moleculaire schakelaars en motoren en moleculaire nanosystemen
- Hermann Emil Fischer (1852-1919), Duits scheikundige, Nobelprijswinnaar
- Ernst Gottfried Fischer (1754-1831), Duits
- Hans Fischer (1881-1945), Duits organisch scheikundige, deed onderzoek naar pigment
- Jevgraf Fjodorov (1853-1919), Russisch ontdekker van de 17 behangpatroongroepen
- Nicolas Flamel, Frans alchemist
- Antoine François de Fourcroy (1755-1809), Frans scheikundige en entomoloog
- Antoine Paul Nicolas Franchimont (1844-1919), Nederlands scheikundige en hoogleraar organische chemie
- Rosalind Franklin (1920-1958), Brits fysisch scheikundige en kristallografe, onderzocht de structuur van DNA, virussen en grafiet
- Carl Remigius Fresenius (1818-1897), Duits
- Wilhelm Fresenius (1913-2004), Duits
- Alexander Naoemovitsj Frumkin (1895-1976), elektrochemicus
- Arthur Fry (1931), Amerikaans uitvinder van zelfklevende post-it-notitievelletjes

## G

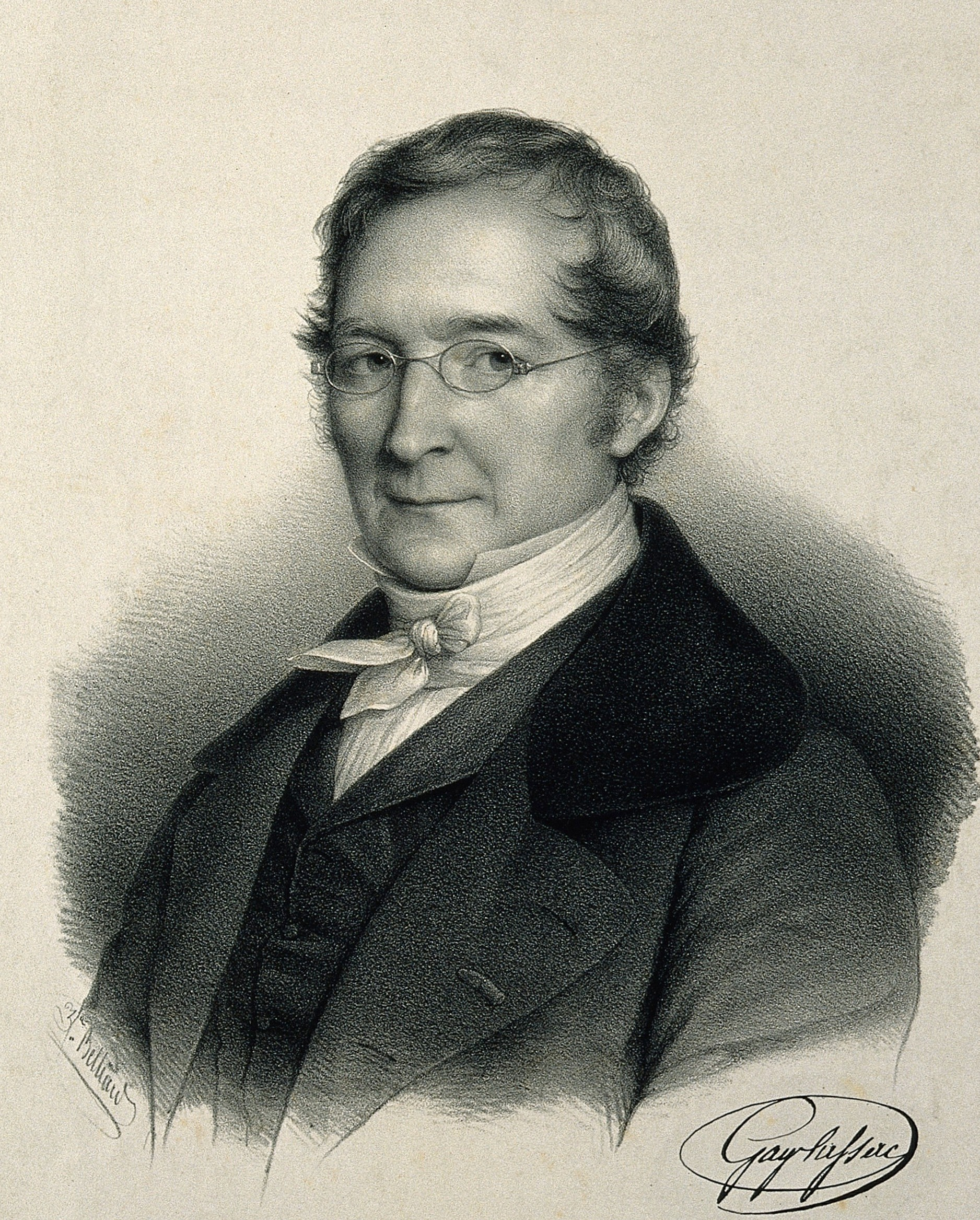
Louis Gay-Lussac

- Sigmund Gabriel (1851-1924), Duits organisch scheikundige, ontdekte gabrielsynthese
- Johan Gadolin (1760-1852), Fins
- Merrill Garnett (1930), Amerikaans biochemicus
- Louis Gay-Lussac (1778-1850), Frans thermodynamicus en scheikundige, bekende van de gaswetten van Gay-Lussac
- Geber, zie Jabir ibn Hayyan
- Claude Joseph Geoffroy
- Charles Frédéric Gerhardt (1816-1856), Frans scheikundige, isoleerde een onzuivere vorm van aspirine
- William Giauque (1895-1982), Canadees thermodynamicus, deed onderzoek naar eigenschappen van materie in de buurt van het absoluut nulpunt
- Rudolf Glauber (1604 -1670), Duits-Nederlands alchemist en scheikundige, ontwikkelde analysemethodes
- Christian Gmelin (1792-1860), Duits scheikundige, bestudeerde lithiumzouten en ontwikkelde de kleurstof ultramarijn
- Victor Moritz Goldschmidt (1888-1947), Noors scheikundige en geochemicus, deed onderzoek naar fase-overgangen tussen mineralen
- Ljubo Golic (1932)
- Thomas Graham (1805-1869)
- William Hardin Graham
- Victor Grignard (1871-1935), Frans scheikundige, ontwikkelde methode voor de synthese van koolstofverbindingen
- Robert Grubbs (1942), Amerikaans scheikundige, deed onderzoek naar metathesereacties
- Cato Guldberg (1836-1902), Noors wiskundige en scheikundige, paste wiskundige berekeningen toe in het beschrijven van chemische evenwichten

## H
- Fritz Haber (1868-1934), Duits scheikundige, deed belangrijk werk in de ontwikkeling van kunstmest en bestrijdingsmiddelen
- Otto Hahn (1879-1968), Duits kernfysicus en scheikundige, deed onderzoek naar kernsplijting
- John Haldane (1860-1936), Brits biochemicus
- Paul François van Hamel Roos (1850-1935), Nederlands scheikundige
- Arthur Harden (1865-1940), Engels biochemicus, deed onderzoek naar de fermentatie van suiker en fermenterende enzymen
- Odd Hassel (1897-1981), Noors scheikundige
- Charles Hatchett (1765-1847), Engels scheikundige, ontdekker van het element niobium
- Robert Havemann (1910-1982)
- Walter Haworth (1883-1950), Engels scheikundige, deed onderzoek naar vitamine C en koolhydraten
- Jabir ibn Hayyan (ca. 721-815), Arabisch alchemist
- Clayton Heathcock, Amerikaans
- Jan Baptista van Helmont (1580-1644), Belgisch alchemist, fysioloog en arts, paste chemische principes toe in de geneeskunde
- Dudley R. Herschbach (1932), Amerikaans scheikundige
- Charles Herty, Amerikaans
- Richard Herz (1867-1936), Duits industrieel scheikundige, ontwikkelde kleurstoffen, bekend van de Herz-reactie
- Gerhard Herzberg (1904-1999), Duits-Canadees scheikundige
- Germain Henri Hess (1802-1850), Zwitsers-Russisch scheikundige
- George de Hevesy (1885-1966), Hongaars scheikundige, ontwikkelde de methode van radioactieve tracers; ontdekte samen met Dirk Coster het element hafnium
- Jaroslav Heyrovský (1890-1967), Tsjechisch scheikundige, ontwikkelde de polarografie
- Cyril Norman Hinshelwood (1897-1967), Engels fysisch scheikundige en thermodynamicus, deed onderzoek naar moleculaire kinetica bij reacties
- Dorothy Crowfoot Hodgkin (1910-1994), Engels chemica en kristallografe, deed onderzoek naar de kristalstructuur van eiwitten

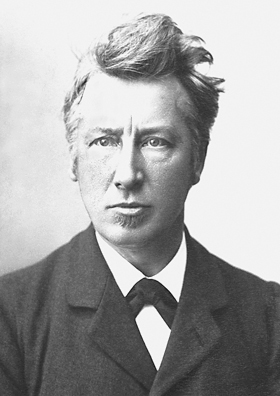
Jacobus van 't Hoff

- Jacobus van 't Hoff (1852-1911), Nederlands fysisch scheikundige, een van de grondleggers van de stereochemie
- Albert Hofmann (1906), Zwitsers scheikundige, ontdekker van de hallucinogene werking van LSD
- Felix Hoffmann (1868-1946), Duits scheikundige en farmaceut, ontdekker van aspirine
- Friedrich Hoffmann (1660-1742), arts en scheikundige
- Roald Hoffmann (1937), Pools-Amerikaans scheikundige
- August Wilhelm von Hofmann (1818-1892), Duits organisch scheikundige
- Ernst Homburg (1952), Nederlands scheikundige en historicus
- Frederick Gowland Hopkins (1861-1947), Engels biochemicus, ontdekte het nut van vitaminen voor de gezondheid
- Erich Hückel (1896-1980), Duits fysisch scheikundige, ontwikkelde de methode van Hückel voor berekening van orbitalen en deed onderzoek naar elektrolyte oplossingen
- Ron Hulst (1959), Nederlands analytisch scheikundige, doet onderzoek naar analyse door middel van kernspinresonantie

## I
- Dionýz Ilkovič (1907-1980), Slowaaks fysisch scheikundige
- Christopher Kelk Ingold (1893-1970), Engels

## J
- Erling Johnson (1893-1967), Noors chemisch ingenieur, ontwikkelde het Odda procedé bij kunstmestproductie
- Frédéric Joliot-Curie (1900-1958), Frans schei- en natuurkundige, werkte aan kettingreacties en de elektrochemie van radio-isotopen
- Irène Joliot-Curie (1897-1956), Frans scheikundige en politicus, ontdekte kunstmatige radioactiviteit, dochter van Pière en Marie Curie

## K
- Paul Karrer (1889-1971), Zwitsers organisch scheikundige, onderzocht vitaminen
- Karl Wilhelm Gottlob Kastner (1783-1857)
- Martijn Katan (1946), Nederlands biochemicus, doet onderzoek naar invloed van voedingstoffen op het hart
- Friedrich Kekulé (1829-1896), Duits organisch scheikundige, ontdekker van de benzeenring
- John Kendrew (1917-1997), Engels biochemicus en kristalloloog, onderzocht de structuur van heemverbindingen
- Jan Ketelaar (1908-2001), Nederlands scheikundige
- Petrus Jacobus Kipp (1808-1864), Nederlands farmaceut en scheikundige, uitvinder van het toestel van Kipp
- Martin Heinrich Klaproth (1743-1817), Duits scheikundige
- Aaron Klug (1926), Brits scheikundige en biochemicus van Litouwse afkomst, winnaar van de Nobelprijs
- André Klukhuhn 1940, Nederlands fysisch scheikundige, tegenstander van invloed van het bedrijfsleven bij wetenschappelijk onderzoek
- Emil Knoevenagel (1865-1921), Duits scheikundige
- William Standish Knowles (1917-2012), Amerikaans scheikundige en winnaar van de Nobelprijs voor de Scheikunde 2001
- Walter Kohn (1923), Amerikaans theoretisch natuurkundige en winnaar van de Nobelprijs voor de Scheikunde 1998
- Hermann Kolbe (1818-1884), Duits scheikundige
- Izaak Kolthoff (1894-1993), Nederlands scheikundig analyticus, grondlegger van de moderne analytische chemie
- Else Kooi (1932-2001), Nederlands scheikundige
- Harold Kroto (1939), Engels scheikundige
- Hugo Rudolph Kruyt (1882-1959), Nederlands fysisch scheikundige
- Richard Kuhn (1900-1967), Duits biochemicus, de eerste die vitamine B isoleerde

## L

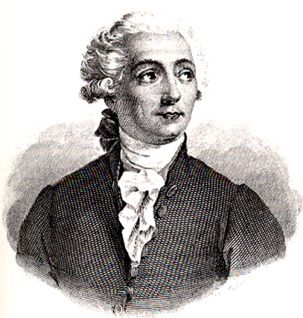
Antoine Lavoisier

- Irving Langmuir (1881-1957), Amerikaans fysisch scheikundige, deed onderzoek naar de opbouw van het atoom en grensvlakken tussen stoffen
- Paul Lauterbur (1929-2007), Amerikaans scheikundige, ontwikkelde de theorie die MRI mogelijk maakte
- Ernst Laqueur (1880-1947), Duits-Nederlands arts-chemicus, fysioloog, farmacoloog, endocrinoloog
- Antoine Lavoisier (1743-1794), Frans pionier in de scheikunde, ontdekte zuurstof en ontkrachtte de flogistontheorie
- Nicolas Leblanc (1742-1806), Frans scheikundige en chirurg
- Eun Lee (1946), Koreaans organisch scheikundige
- Yuan Lee (1936), in Taiwan geboren Amerikaans scheikundige en winnaar van de Nobelprijs
- Luis Federico Leloir (1906-1987), Argentijns biochemicus
- Rudolf Leuckart (1854-1889), Duits scheikundige, medeontdekker van de Leuckart-Wallach-reactie
- Janez Levec (1943)
- Primo Levi (1919-1987), verzetsstrijder, scheikundige en schrijver
- Gilbert Lewis (1875-1946), Amerikaans scheikundige en thermodynamicus, ontwikkelde de valentiebindingstheorie
- Andreas Libavius (1555-1616), Duits arts en scheikundige
- Willard Libby (1908-1980), Amerikaans fysisch scheikundige, ontwikkelde C14-datering
- Justus von Liebig (1803-1873), Duits scheikundige en fysioloog, uitvinder van kunstmest
- Edmund Oscar von Lippmann (1857-1940), Joods-Duits scheikundige werkzaam in de suikerindustrie
- Teunis van der Linden (1884-1965), Nederlands scheikundige, uitvinder van de insectenverdelger lindaan
- Joseph Lister (1827-1912), Engels chirurg
- Cornelis Adriaan Lobry van Troostenburg de Bruyn (1857-1904), Nederlands scheikundige en hoogleraar aan de Universiteit van Amsterdam
- Martin Lowry (1874-1936), Engels fysisch scheikundige, deed onderzoek naar optische activiteit en kwam onafhankelijk van Brønsted tot de definitie van zuren en basen
- Leonardo da Vinci (1452- 1519); ook een architect, uitvinder, ingenieur, filosoof, natuurkundige, anatoom, beeldhouwer, schrijver, schilder, geoloog, wiskundige, botanicus en cartograaf.

## M

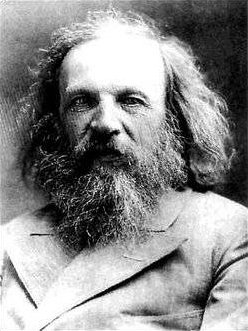
Dmitri Mendelejev

- Caroline Henriette MacGillavry (1904-1993), Nederlands kristallografe, deed onderzoek naar röntgendiffractie om kristalstructuren te analyseren
- Alan MacDiarmid (1927-2007), Nieuw-Zeelands-Amerikaans scheikundige, ontdekte methodes om polymeren geleidend te maken
- Pierre Macquer (1718-1784), Frans scheikundige
- Andreas Sigismund Marggraf (1709-1782), Duits scheikundige en metallurg, aanhanger van de flogistontheorie
- Vladimir Markovnikov (1838-1904), Russisch scheikundige
- Archer John Porter Martin (1910-2002), Engels biochemicus, deed onderzoek naar aminozuren en chromatografie
- Martinus van Marum (1750-1837), Nederlands scheikundige, uitvinder en paleontoloog
- Désiré Luc Massart (1941-2005), Belgisch analytisch scheikundige, deed onderzoek op het gebied van voedingsleer en chemometrie
- Edwin McMillan (1907-1991), Amerikaans kernfysicus, slaagde erin het kunstmatige element neptunium te maken
- Hippolyte Mège-Mouriès (1817-1880), Frans industrieel scheikundige, uitvinder van margarine
- Bert Meijer (1955), Nederlands organisch scheikundige
- Petre Melikisjvili (1850-1927), Georgisch scheikundige
- Dmitri Mendelejev (1834-1907), Russisch scheikundige, bedenker van het periodiek systeem van de elementen
- Nikolaj Mensjoetkin (1842-1907), Russisch fysisch scheikundige, deed onderzoek naar chemische kinetiek
- John Mercer (1791-1866), scheikundige
- Robert Bruce Merrifield (1921-2006), scheikundige en materiaalkundige
- Julius Lothar Meyer (1830-1895), Duits theoretisch scheikundige, deed onderzoek naar atoomvolumes
- Viktor Meyer (1848-1897)
- Kurt Heinrich Meyer
- Stanley Miller (1930), Amerikaans scheikundige en biochemicus, bekend om het Miller-Urey-experiment
- Luis E. Miramontes (1925-2004), mede-uitvinder van de Anticonceptiepil
- Alexander Mitscherlic (1836-1918)
- Karl Friedrich Mohr (1806-1879), Duits apotheker
- Henri Moissan (1852-1907), Frans scheikundige, isoleerde het halogeen fluor
- Mario J. Molina (1943), Mexicaans biochemicus, medeontdekker van het effect van cfk's op de ozonlaag
- Ludwig Mond (1839-1909), scheikundige en industriemagnaat
- Jacques Monod (1910-1976), biochemicus
- Peter Moore (1939), Amerikaans biochemicus
- Carl Gustaf Mosander (1797-1858), Zweeds scheikundige en farmaceut, ontdekte de elementen lanthanium, erbium en terbium
- Henry Gwyn Jeffreys Moseley (1887-1915), Engels natuurkundige, uitvinder van de wet van Moseley
- Gerardus Johannes Mulder (1803-1880), Nederlands biochemicus, bestudeerde eiwitten
- Robert Mulliken (1896-1986), Amerikaans natuurkundige en scheikundige
- Kary Mullis (1944), Amerikaans biochemicus, ontdekker van een polymerasekettingreactie om DNA te vermenigvuldigen

## N
- Robert Nalbandyan (1937-2002), Armeens organisch scheikundige, deed onderzoek naar eiwitten
- Giulio Natta (1903-1979), Italiaans fysisch scheikundige, onderzocht hogere polymeren
- John Ulric Nef (1862-1915), Zwitsers-Amerikaans scheikundige
- Walther Nernst (1864-1941), Duits elektrochemicus en thermodynamicus, bekend van de wet van Nernst
- John Newlands (1837-1898), Engels analytisch scheikundige, stelde een voorloper van het periodiek systeem op
- William Nicholson (1753-1815), Engels
- Kyriacos Costa Nicolaou, Amerikaans
- Stefan Niementowski (1866-1925), Pools scheikundige, ontdekte de niementowski-reactie
- Klarisse Nienhuys (3 januari 1948), Nederlandse scheikundige, kernenergiedeskundige en milieu-activiste
- Julius A. Nieuwland (1878-1936), Belgisch-Amerikaans botanicus en scheikundige, ontdekker van synthetisch rubber
- Kitty Nijmeijer (1972)  Nederlandse hoogleraar in de membraantechnologie

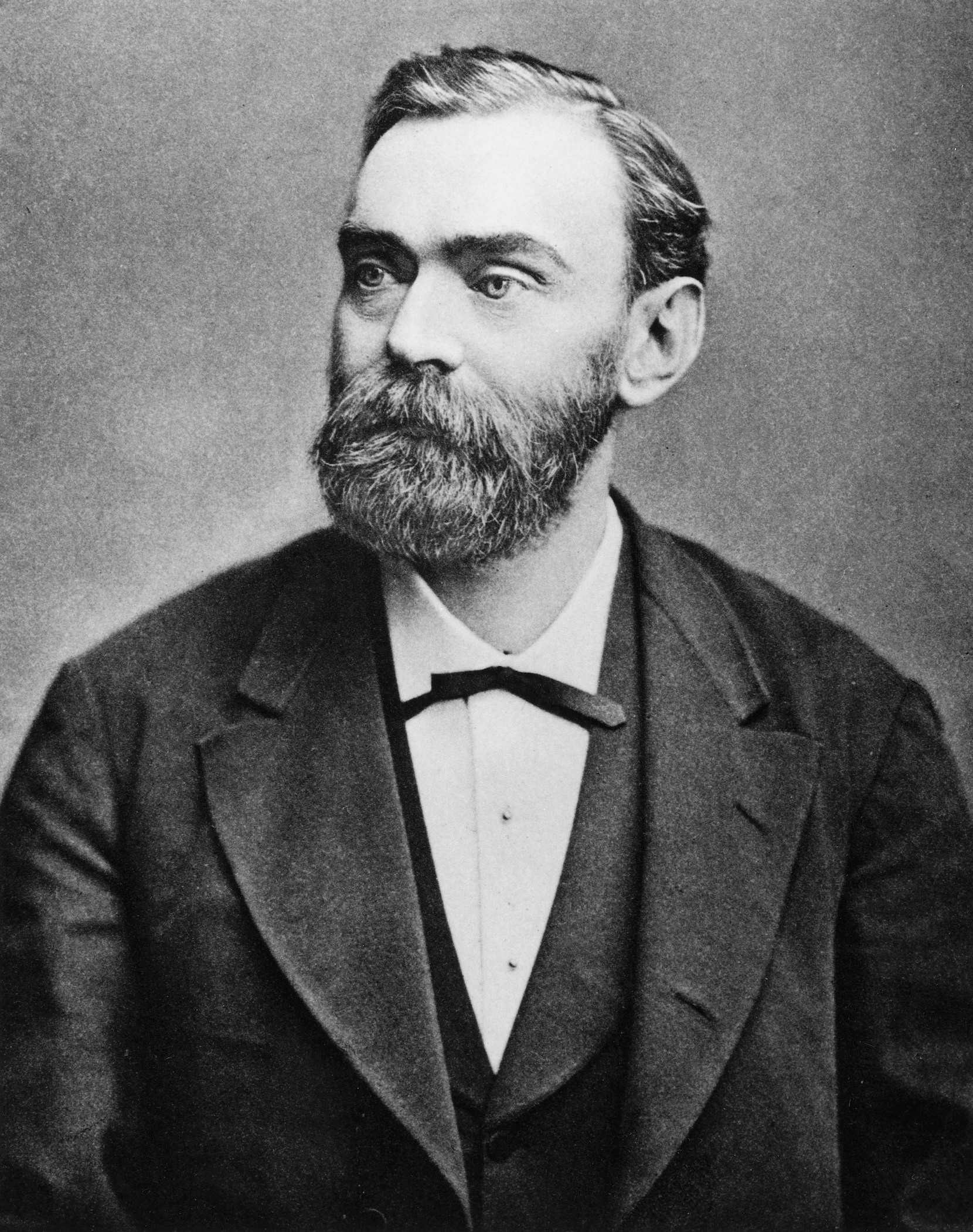
Alfred Nobel

- Alfred Nobel, Zweeds scheikundige en ingenieur, vond het dynamiet uit en creëerde uit zijn nalatenschap de Nobelprijzen
- Roeland Nolte (1944-2024), Nederlands hoogleraar scheikunde, een van de pioniers in de supramoleculaire chemie
- Wilhelm Normann (1870-1939), Duits biochemicus, uitvinder van vetharding
- John Howard Northrop (1891-1987), Amerikaans biochemicus, bestudeerde enzymen

## O
- George Andrew Olah (1927)
- Lars Onsager (1903-1976), Noors-Amerikaans fysisch scheikundige en thermodynamicus, onderzocht elektrolytische oplossingen
- Luitzen Johannes Oosterhoff (1907-1974), Nederlands organisch scheikundige, werkte bij Shell
- Paul Oppenheim (1885-1977), Duits-Amerikaans filosoof en scheikundige
- Hans Christian Ørsted (1777-1851), Deens natuurkundige, produceerde als eerste zuiver aluminium en piperidine
- Wilhelm Ostwald (1853-1932), Baltisch-Duits organisch scheikundige, deed onderzoek naar katalyse en ontwikkelde het Ostwaldproces voor de winning van salpeterzuur

## P
- Paracelsus (1493-1541), alchemist

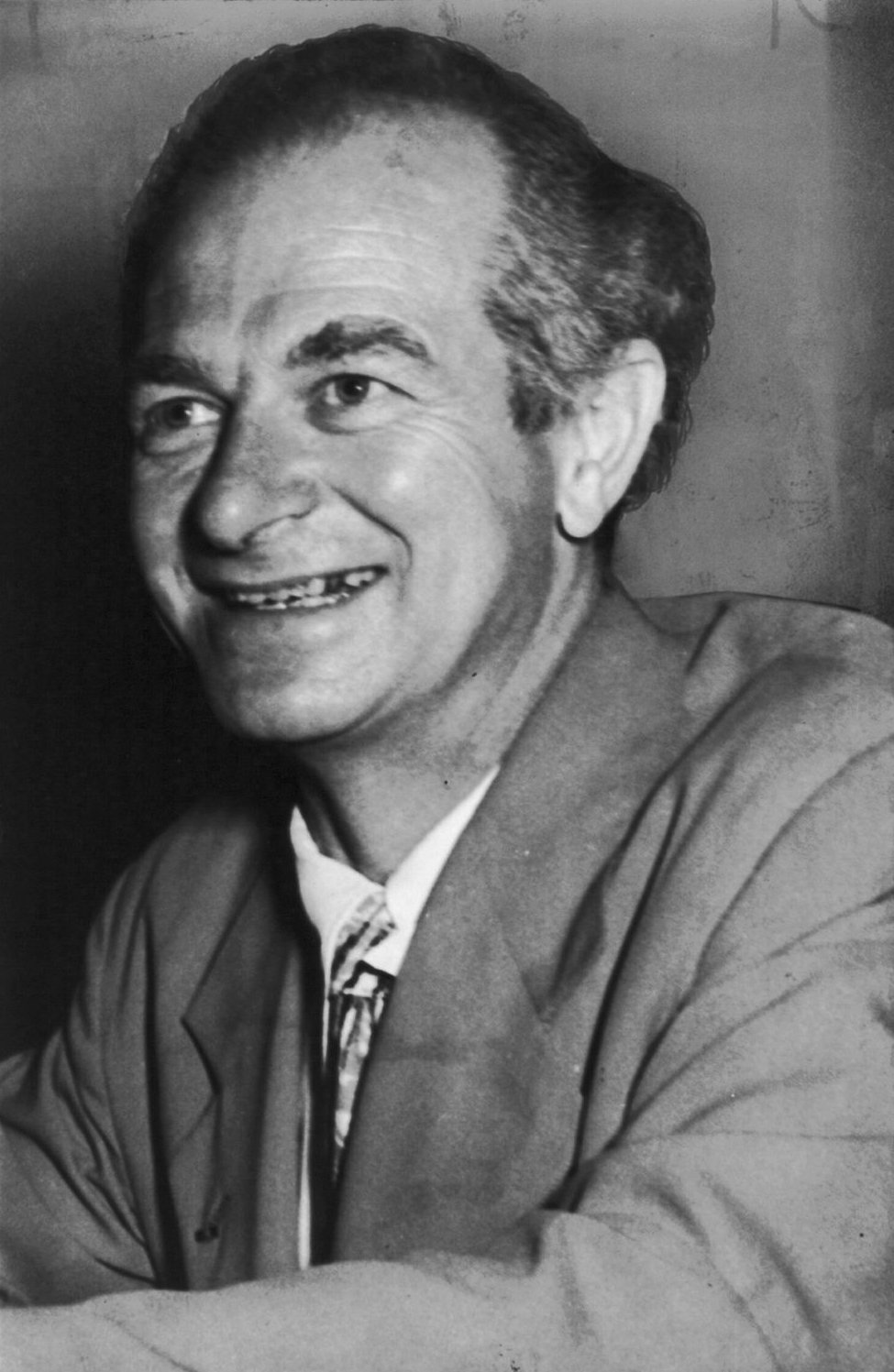
Linus Pauling

- Rudolph Pariser (1923), theoretisch en organisch scheikundige
- Robert G. Parr (1921), theoretisch scheikundige
- Louis Pasteur (1822-1895), Frans biochemicus, uitvinder van pasteuriseren en een vaccin tegen hondsdolheid
- Clair Patterson (1922-1995), Amerikaans geochemicus en radiofysicus, bepaalde de ouderdom van meteorieten met massaspectrometrie
- Linus Pauling (1901-1994), Amerikaans scheikundige en biochemicus, deed onderzoek naar bindingen en de structuur van complexe moleculen
- Philippe Joseph Pelletier
- William Perkin (1838-1907), Brits organisch scheikundige, uitvinder van mauveïne
- Max Perutz (1914-2002), Oostenrijks-Engels biochemicus, deed onderzoek naar de structuur van eiwitten
- John Polanyi (1929), Canadees scheikundige
- Michael Polanyi (1891-1976), Hongaars-Engels fysisch scheikundige, wetenschapsfilosoof en econoom, werkte in de chemische kinetica
- John Pople (1925-2004), theoretisch scheikundige
- Roy Plunkett (1910-1994), Amerikaans scheikundige, uitvinder van teflon
- Fritz Pregl (1869-1930), Oostenrijks farmaceut en scheikundige, ontwikkelde micro-analyse in de analytische scheikunde
- Vladimir Prelog (1906-1998), Kroatisch-Zwitsers organisch scheikundige, bekend om zijn onderzoek naar natuurproducten en stereochemie
- Joseph Priestley (1733-1804), Engels-Amerikaans filosoof, theoloog en scheikundige, uitvinder van de vlakgom
- Ilya Prigogine (1917-2003), Russisch-Belgisch thermodynamicus, deed onderzoek in de irreversibele thermodynamica
- Louis Joseph Proust (1754-1826), Frans analytisch scheikundige, bedacht de wet van constante proporties

## Q
- Ğilem Qamay (1901-1970), Tataars

## R
- William Ramsay (1852), Schots scheikundige, ontdekte met Morris Travers de edelgassen helium, krypton en xenon
- François-Marie Raoult, Frankrijk (1830-1901)
- Henry Rapoport, Amerikaans
- Rhazes (Razi) (865-925)
- Julius Rebek
- Marij Rebek
- Jan Reedijk (1943), Nederlands anorganisch scheikundige, doet onderzoek naar coördinatiechemie
- Henri Victor Regnault (1810-1878), Frans scheikundige en natuurkundige
- Tadeus Reichstein (1897-1996)
- Stuart A. Rice (1932), fysisch scheikundige
- Ellen Swallow Richards (1842-1911), industrieel scheikundige en milieukundige
- Theodore William Richards (1868-1928), Amerikaans scheikundige, deed nauwkeurige bepalingen van atoommassa's van elementen
- Jeremias Benjamin Richter (1762-1807), Duits
- Andrés Manuel del Río (1764-1849), Spaans-Mexicaans mineraloog, ontdekker van het element vanadium
- Daniel Rutherford (1749-1819), Schots
- Robert Robinson (1886-1975), Engels scheikundige, deed onderzoek naar plantaardige verfstoffen en alkaloïden
- Karl Wilhelm Rosenmund (1884-1965), Duits scheikundige
- H. M. Rouell (1718-1779)
- Frank Sherwood Rowland (1927), Amerikaans scheikundige, ontdekte met Mario Molina dat cfk's zorgen voor de afbraak van de ozonlaag
- Ernest Rutherford (1971-1937), Nieuw-Zeelands kernfysicus, deed onderzoek naar atoommodellen en vervalreacties
- Lavoslav Ružička (1887-1976), Kroatisch-Zwitsers organisch scheikundige, deed onderzoek naar sexhormonen, werkte in de parfumindustrie

## S

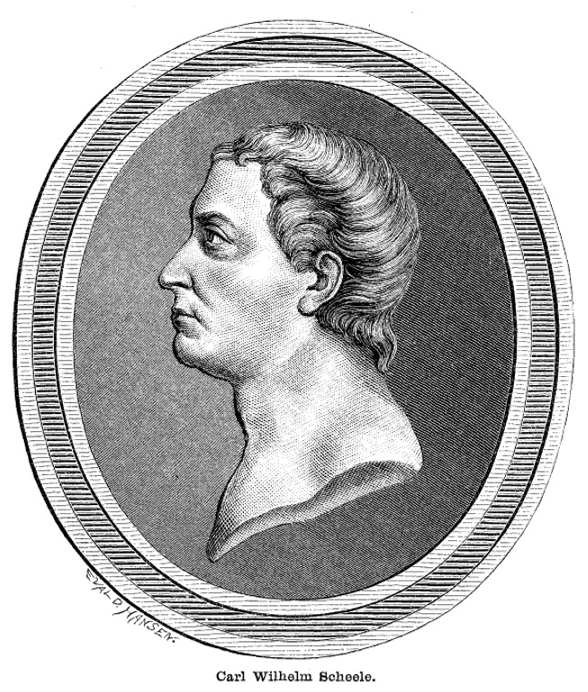
Carl Wilhelm Scheele

- Paul Sabatier (1854-1941), Frans organisch scheikundige, deed onderzoek naar de hydrogenering van koolwaterstoffen
- Maks Samec (1844-1889), Sloveens
- Carl Wilhelm Scheele (1742-1786), Zweeds scheikundige, ontdekker van onder andere de elementen zuurstof en stikstof
- Stuart L. Schreiber (1956), Amerikaans pionier in de chemische biologie
- Richard Schrock (1945), Amerikaans organisch scheikundige, deed onderzoek naar metathesemethoden
- Peter Schultz, Amerikaans
- Wilbur Scoville (1865-1942), Amerikaans scheikundige, ontwikkelde de Scovilleschaal voor de heetheid van pepers
- Glenn Seaborg (1912-1999), Amerikaans scheikundige en kernfysicus, medeontdekker van veel (instabiele) transuraniumelementen
- Nils Gabriel Sefström (1787-1845)
- Francesco Selmi (1817-1881), Italiaans
- Nikolaj Semjonov (1896-1986), kernfysicus en scheikundige, onderzocht ionisatie en reactiekinetiek
- Jean-Baptiste Senderens (1856-1937), Frans organisch scheikundige, deed onderzoek naar de hydrogenering van koolwaterstoffen
- Israel Shahak (1933-2001)
- Karl Barry Sharpless (1941), Amerikaans scheikundige, deed onderzoek in de organometaalchemie
- Alexander Shulgin (1925), pionier in de psychofarmacologie en entheogenen
- Orazio Silvestri (1835-1890), Italiaans scheikundige, geoloog en vulkanoloog; ontdekker van het silvestriet mineraal
- Oktay Sinanoğlu (1935), Turks scheikundige
- James Smithson (1765-1829), Brits scheikundige en naamgever van het Smithsonian Insitution
- Frederick Soddy (1877-1956), Brits radiochemicus, deed onderzoek naar vervalreeksen van radio-isotopen

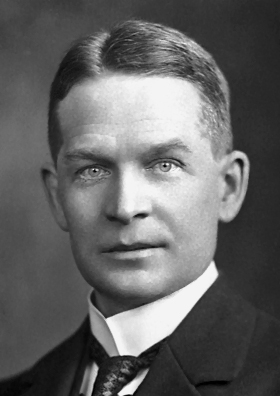
Frederick Soddy

- Susan Solomon Amerikaans scheikundige en geochemicus, onderzocht de samenstelling van de atmosfeer
- Ernest Solvay (1838-1922), Belgisch scheikundige en industrieel, vond een methode uit om op grote schaal sodazout te produceren
- Søren Sørensen (1868-1939), Deens scheikundige, introduceerde het begrip pH als maat voor de zuurgraad
- Georg Ernst Stahl (1660-1734), Duits medicus en scheikundige, ontwikkelde de flogistontheorie
- Wendell Meredith Stanley (1904-1971), Amerikaans biochemicus en viroloog, isoleerde als eerste het nucleoproteïne van een virus
- Branko Stanovnik (1938)
- Jean Stas (1813-1891), Belgisch analytisch scheikundige en toxioloog, bepaalde van veel elementen nauwkeurig de atoommassa
- Hermann Staudinger (1881-1965), Duits organisch scheikundige, onderzocht polymeren, bekend van de staudinger-reactie
- Alfred Stock (1876-1946)
- Fraser Stoddart (1945), Schots scheikundige, onderzocht mechanische binding tussen moleculen
- Gilbert Stork (1921-1917), Belgisch-Amerikaans scheikundige
- James Batcheller Sumner (1887-1955), Amerikaans organisch scheikundige, ontwikkelde een methode om enzymen te isoleren
- Theodor Svedberg (1884-1971), Zweeds fysisch scheikundige, deed onderzoek naar colloïden, brownse beweging en diffusiesnelheden
- Richard Synge (1914-1994), Engels biochemicus, medeontdekker van partitiechromatografie

## T
- Alethea Tabor, chemisch biologe
- Julius Tafel (1862-1918), Zwitsers elektrochemicus, bedenker van de Tafel-vergelijking
- Ioan Tănăsescu (1892-1959), Roemeens scheikundige, deed onderzoek naar stikstofbevattende heterocyclische verbindingen
- Richard Taylor (1965), Brits organisch scheikundige
- Henry Taube (1915-2005)
- Louis Jacques Thénard (1777-1857), Frans scheikundige, ontdekker van waterstofperoxide
- Arne Tiselius (1902-1971), Zweeds biochemicus, bestudeerde elektroforese bij eiwitten
- Miha Tisler (1926)
- Alexander Todd (1907-1997), Schots biochemicus, deed onderzoek naar de bouwstenen van DNA
- Bernhard Tollens (1841-1918), Duits scheikundige
- Morris William Travers (1872-1961), Engels scheikundige, ontdekte met William Ramsay de edelgassen helium, krypton en xenon

## U
- Harold Urey (1893-1981), Amerikaans scheikundige, ontdekker van deuterium

## V
- John Robert Vane (1927-2004), Engels farmacoloog en biochemicus, deed onderzoek naar de werking van aspirine
- Lauri Vaska (1925), Ests-Amerikaans
- Evert Verwey (1905-1981), Nederlands scheikundige, onderzocht colloïden
- Vincent du Vigneaud (1901-1978), Amerikaans biochemicus, bekend om zijn onderzoek naar zwavelverbindingen
- Artturi Ilmari Virtanen (1895-1973)
- Alessandro Volta (1745-1827), elektrochemicus

## W

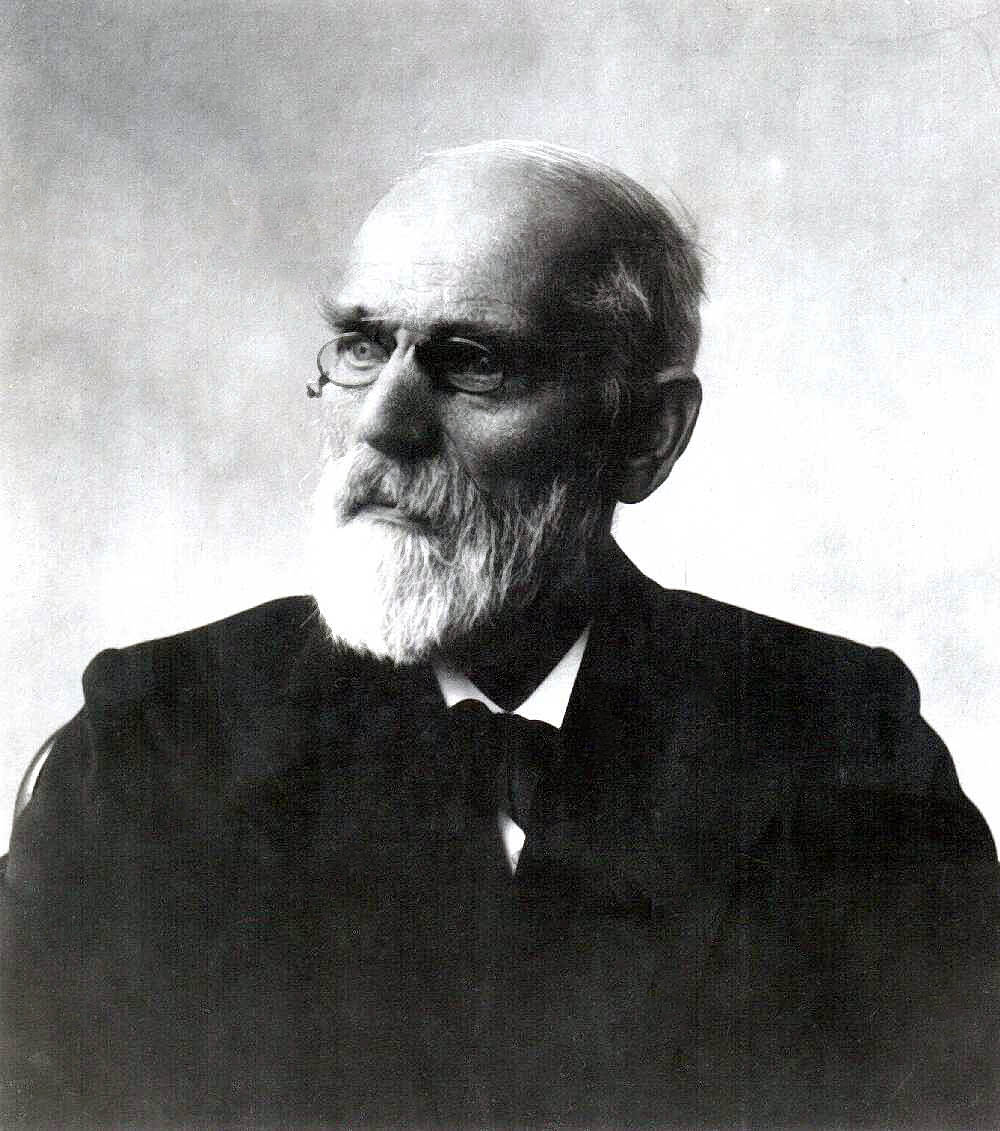
Johannes Diderik van der Waals

- Johannes Diderik van der Waals (1837-1923), Nederlands thermodynamicus, deed theoretisch onderzoek naar de moleculaire fysica van gassen
- John E. Walker (1941),
- Otto Wallach (1847-1931), Duits organisch scheikundige, deed onderzoek naar alicyclische samenstellingen
- Alfred Werner (1866-1919), Duits scheikundige, deed onderzoek naar complexen van overgangsmetalen, daarmee een grondlegger van de coördinatiechemie
- George M. Whitesides (1939), Amerikaans
- Heinrich Otto Wieland (1877-1957), Duits organisch scheikundige, deed onderzoek naar stikstofverbindingen en galzuren
- Geoffrey Wilkinson (1921-1996)
- Richard Willstätter (1872-1942), Duits biochemicus en analytisch scheikundige, deed onderzoek naar chlorofyl en was een van de ontwikkelaars van papierchromatografie
- Adolf Windaus (1876-1959), Duits biochemicus, deed onderzoek naar vitaminen en steroïden
- Clemens Winkler (1838-1904), Duits scheikundige en ontdekker van het element germanium
- Max de Winter (1920-2012), Nederlands wetenschapper
- Georg Wittig (1897-1987), Duits organisch scheikundige, onderzocht de synthese van alkenen
- Friedrich Wöhler (1800-1882), Duits scheikundige, ontwikkelde synthese van ureum, isoleerde als eerste verscheidene elementen
- William Hyde Wollaston (1766-1828), Engels schei- en natuurkundige, ontdekker van de elementen rodium en palladium
- Robert Burns Woodward (1917-1979),
- Peter Woulfe (1727-1803), Iers mineraloog en alchemist, bedacht dat het mineraal wolframiet een tot dan toe onbekend element (wolfraam) bevat
- Charles-Adolphe Wurtz (1817-1884)
- Kurt Wüthrich (1938),

## X
- Xiaoliang Sunney Xie (1962), Chinees scheikundige, pionier in methodes als Single Molecule Microscopy en Coherent anti-Stokes Raman spectroscopy

## Y
- Sabir Yunusov (1909-1995), Russisch scheikundige, onderzocht alkaloïden

## Z
- Simon Zeisel (1854-1933), Tsjechisch analytisch scheikundige, medeontdekker van Zeisel-Prey-ethersplitsing
- Ahmed Zewail (1946), Egyptisch, bekend om zijn onderzoek naar femtochemie
- Karl Ziegler (1898-1973), Duits organisch scheikundige, deed onderzoek naar hogere polymeren
- Richard Adolf Zsigmondy (1865-1929), Oostenrijks-Duits scheikundige, deed baanbrekend onderzoek op het gebied van colloïden en microscopie